# Agnieszka Kowalewska
Agnieszka Kinga Kowalewska (ur. 1 stycznia 1940 we Włocławku, zm. 22 września 2019 tamże) – polska doktor nauk historycznych, starsza kustosz muzealna, wieloletnia dyrektorka Muzeum Ziemi Kujawskiej i Dobrzyńskiej we Włocławku.

## Życiorys

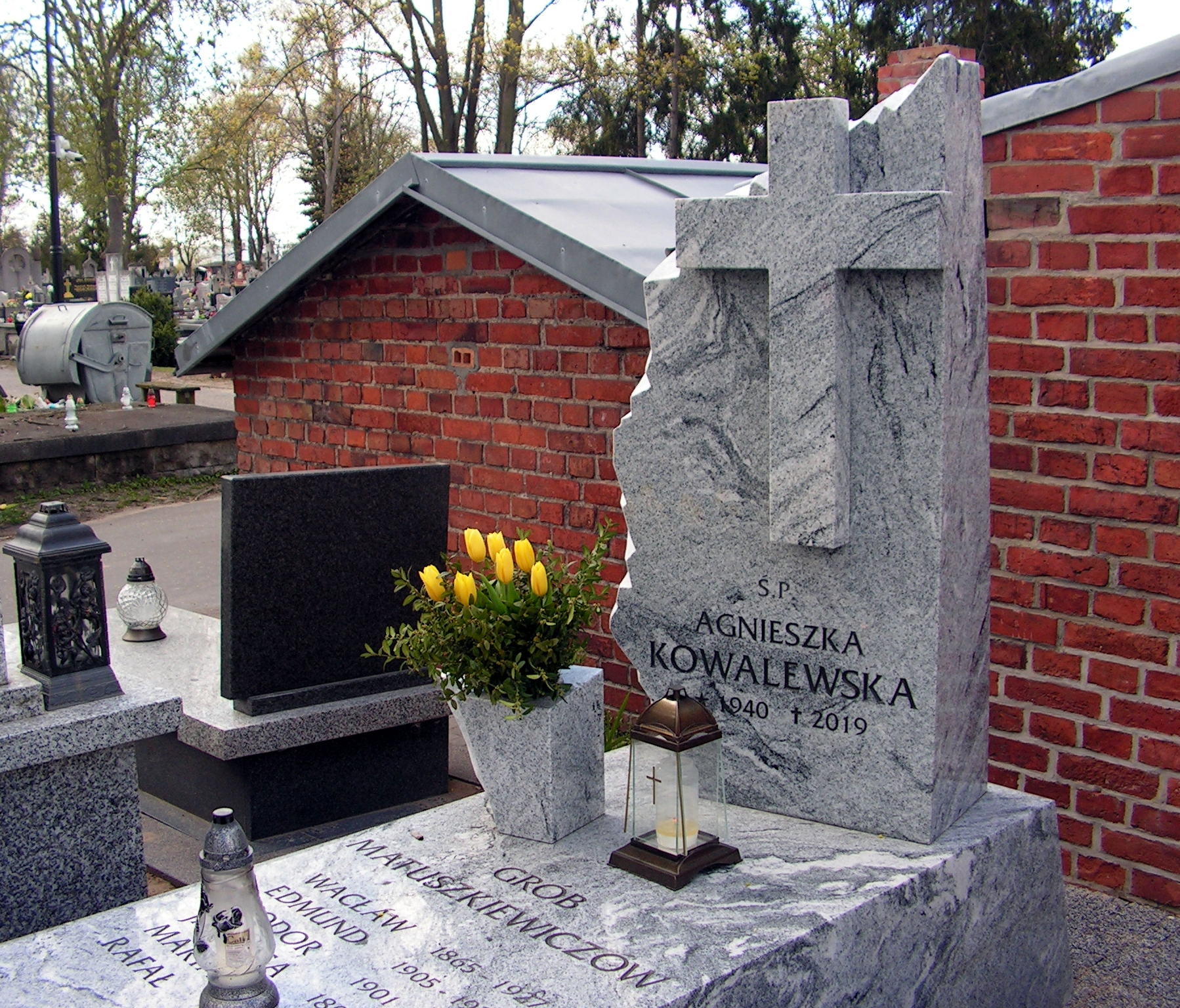
Grób Agnieszki Kowalewskiej na Cmentarzu Komunalnym we Włocławku

Córka Zofii z Matuszkiewiczów Kowalewskiej (1903-1987). Była absolwentką Liceum im. Marii Konopnickiej we Włocławku. Następnie studiowała na Wydziale Historycznym Uniwersytetu Warszawskiego, gdzie w 1975 r. uzyskała stopień doktora nauk humanistycznych.
W 1966 r. została zatrudniona jako asystentka muzealna w Muzeum Kujawskim we Włocławku, obecnym Muzeum Ziemi Kujawskiej i Dobrzyńskiej. Prowadziła Dział Historyczny Muzeum. W latach 1980–1991 była Kierowniczką Muzeum Historii Włocławka, filii MZKiD. Od 1 lipca 1991 do 31 marca 2008 r. była Dyrektorką Muzeum Ziemi Kujawskiej i Dobrzyńskiej we Włocławku. W tym czasie Muzeum powiększyło się o Kujawsko-Dobrzyński Park Etnograficzny w Kłóbce, otwarty w 1993 roku.
W latach 1975-79 była Starszą Inspektorką Wojewódzką w Wydziale Kultury i Sztuki Urzędu Wojewódzkiego we Włocławku.
Była członkinią Obywatelskiego Komitetu Odbudowy Pomnika Poległych Obrońców Wisły 1920 r. we Włocławku, zawiązanego 14 grudnia 1988 r. Koordynowała całość prac związanych z odbudową pomnika, który ukończono w 1990 roku.
Należała do Komitetu Założycielskiego Dobrzyńsko-Kujawskiego Towarzystwa Kulturalnego we Włocławku, zawiązanego 4 maja 2001 roku.
Zmarła 22 września 2019 r. po krótkiej i ciężkiej chorobie w Wojewódzkim Szpitalu Specjalistycznym im. bł. ks. Jerzego Popiełuszki we Włocławku. Msza pogrzebowa odbyła się 28 września w Kościele pw. Wszystkich Świętych we Włocławku. Następnie pochowano ją na miejscowym Cmentarzu Komunalnym, w grobie rodziny Matuszkiewiczów w kw. 42/2/25. Spoczywa tu m.in. jej dziadek Wacław Matuszkiewicz. Na przełomie 2019 i 2020 r. wzniesiono nowy grób, nawiązujący formą do poprzedniej płyty grobowej.

## Publikacje

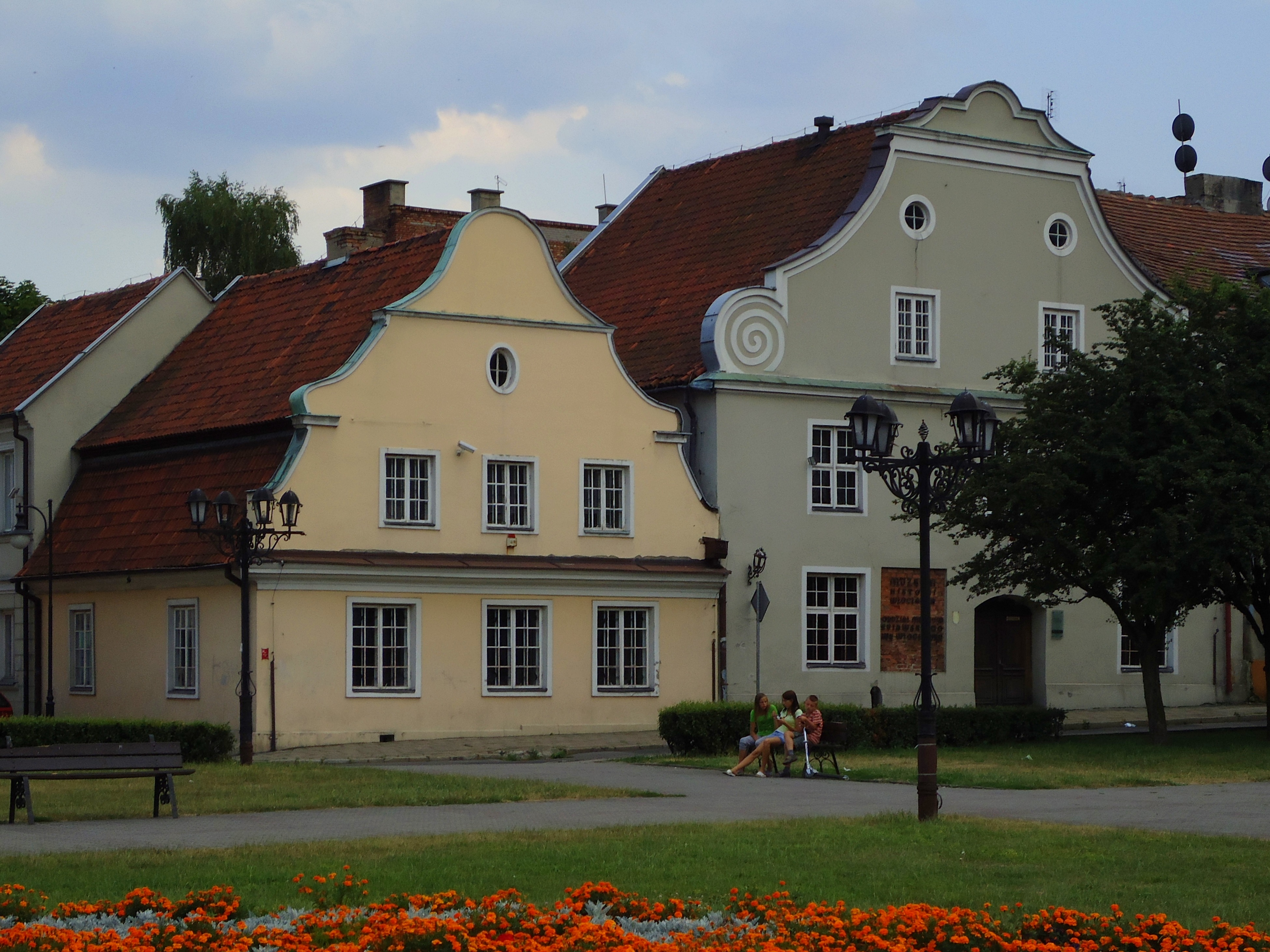
Barokowe Kamienice na Starym Rynku, siedziba Muzeum Historii Włocławka

Wspólnie z Olgą Krut-Horonziak wydała w 2004 r. publikację pt. Ulice i pomniki starego Włocławka. Wraz z Bartłomiejem Kołodziejem i Zbigniewem Kaweckim była w komitecie redakcyjnym publikacji pt. Pro Memoria Obrońcom Wisły 1920 wydanej w 2010 roku. Była autorką informatorów i katalogów wydawanych pod patronatem Muzeum Ziemi Kujawskiej i Dobrzyńskiej we Włocławku: Włocławek w starych sztychach, rysunkach i fotografii oraz jego odnowa (1980, wspólnie z Marcinem Przyłuskim), Siedemnastowieczny skarb srebrnych monet z Kruszyna pod Włocławkiem (1986), Odznaki i odznaczenia wojskowe w zbiorach Muzeum Ziemi Kujawskiej i Dobrzyńskiej we Włocławku (1986), Pracownia fotograficzna z przełomu XIX XX w. ze zbiorów zakładu fotograficznego "K. Szałwiński" (1991), Militaria w zbiorach Muzeum Ziemi Kujawskiej i Dobrzyńskiej (1991), a także redaktorką kilku innych publikacji. Była autorką rozdziałów Monografii Brześcia Kujawskiego (1970) i publikacji Ziemia Kujawska (tomy 4-5, 1974). W 1988 r. była autorką tekstu publikacji Ulice starego Włocławka wydanej przez Dobrzyńsko-Kujawskie Towarzystwo Kulturalne we Włocławku, a w 1990 r. Informatora Obywatelskiego Komitetu Odbudowy Pomnika Poległych Obrońców Wisły 1920 r.. Pisywała do Biuletynu Przewodnickiego Oddziału Kujawskiego PTKK we Włocławku.

## Odznaczenia
Za swoją działalność na polu muzealnictwa i społeczną Agnieszka Kowalewska otrzymała: Odznakę „Zasłużony Działacz Kultury” (1974); Srebrną Odznakę „Zasłużony dla województwa włocławskiego” (1981); Złotą Odznakę „Za Opiekę nad Zabytkami” (1981); Złoty Krzyż Zasługi (1988); Krzyż Kawalerski Orderu Odrodzenia Polski (1999) i Srebrny Medal „Zasłużony Kulturze Gloria Artis” (2008).